# The Lounge Lizards
The Lounge Lizards byla americká jazzová skupina, kterou v roce 1978 založil saxofonista John Lurie se svým bratrem Evanem Luriem (klavír), které doplnili ještě Arto Lindsay (kytara), Steve Piccolo (baskytara) a Anton Fier (bicí). Své první studiové album skupina vydala v roce 1981 a do svého rozpadu vydala další tři. Během existence skupiny jí prošlo více než třicet hudebníků a její činnost byla ukončena v roce 1998.

## Diskografie
- The Lounge Lizards (1981)
- No Pain for Cakes (1987)
- Voice of Chunk (1988)
- Queen of all Ears (1998)

## Členové
- John Lurie – saxofon (1978–1998)
- Evan Lurie – klavír (1978–1998)
- Anton Fier – bicí (1978–1981)
- Steve Piccolo – baskytara (1978–1981)
- Arto Lindsay – kytara (1978–1981)
- Danny Rosen – kytara (1981)
- Dana Vlcek – kytara (1980)
- Tony Garnier – baskytara (1983)
- Peter Zummo – pozoun (1983)
- Douglas Bowne – bicí (1983–1988)
- Erik Sanko – baskytara (1986–1988, 1998)
- Marc Ribot – kytara (1986–1988)
- Roy Nathanson – saxofon (1986–1988)
- Curtis Fowlkes – pozoun (1986–1988)
- E.J. Rodriguez – perkuse (1987–1988)
- Oren Bloedow – baskytara (1991)
- Jane Scarpantoni – violoncello (1991–1998)
- Calvin Weston – bicí (1991–1998)
- Michele Navazio – kytara (1991)
- Billy Martin – perkuse (1991)
- Michael Blake – saxofon, klarinet (1991–1998)
- Steven Bernstein – trubka, kornet (1991–1998)
- Bryan Carrott – vibrafon, marimba, tympány (1991)
- Ben Perowsky – bicí (1998)
- David Tronzo – kytara (1998)